# Консекрация (Древний Рим)
Консекра́ция, или дедика́ция (от лат. consecratio — «посвящение»), — посвящение должностным лицом материального имущества в пользу божества, существовавшая в республиканском Риме. При этом обязательным условием при посвящении являлось присутствие представителя понтификальной коллегии.

## Из истории института
Обязательным было участие понтификов в дедикации, или консекрации, храмов, то есть посвящении их богам, хотя также подчинённым магистрату или специально назначенным дуумвирам. Именно магистрат (или дуумвир) являлся дедикатором (посвятителем), и его имя увековечивалось на посвятительной надписи.
Непременное участие в этом акте понтификов Карл Марквардт считал доказательством их функционирования в качестве представителей богов и, соответственно, разделял церемонию посвящения на две части: сначала магистрат передаёт храм, отказываясь от лица общины от собственности на него (дедицирует), затем понтифик, в свою очередь, принимает его и объявляет в качестве священного имущества, то есть собственности божества (консекрирует). Эта точка зрения убедительно опровергнута, но тенденция к преувеличению значения понтификов в современной историографии сохраняется. В частности, американский исследователь Г. Сцемлер поддерживает тезис, что перед посвящением храма коллегия понтификов обязательно высказывала своё мнение относительно возможных препятствий к этому. Однако, известен лишь один подобный случай: в 208 году до н. э. понтифики воспрепятствовали Марку Клавдию Марцеллу дедицировать храм Хонос и Виртус, приведя при этом, что примечательно, чисто религиозные основания — невозможность правильного и точного осуществления искупительных жертв в случае, если с храмом будут связаны продигии, поскольку он посвящён двум божествам.
Два других известных случая, когда понтифики воспрепятствовали посвящению (впрочем, не храмов), во всём противоположны казусу с храмом Хонос и Виртус: речь идёт о дедикациях статуи Конкордии цензором Гаем Кассием в 154 году до н. э. и алтаря, молельни и ложа весталкой Лицинией в 123 году. Во-первых, в этих случаях коллегия понтификов высказала своё мнение не по собственной инициативе, а в ответ на запрос магистрата; во-вторых, основанием для запрета послужило несоответствие политическим, а не сакральным установлениям, а именно то, что римский народ не уполномочил этих лиц персонально; в-третьих, в эпизоде с Лицинией запрос был сделан уже после дедикации и, следовательно, ответ понтификов не предшествовал ей, а оценивал уже свершившийся факт. Причём именно сенат озаботился правомерностью действий Лицинии, и он же поручил претору, в соответствии с суждением понтификов, разрушить алтарь и стереть посвятительную надпись. И уже в другом случае, опираясь на решение понтификов в качестве последней инстанции, сенат, а не сами понтифики снял освящение с дома Цицерона.
Отметим, что ничего не известно о каком-либо обязательном правиле, непременно требовавшем согласия понтификов на дедикацию, зато имелся закон 304 года до н. э., принятый по инициативе сената, запрещавший дедикацию храма или алтаря без приказа сената или большинства плебейских трибунов, а также упомянутый закон народного трибуна Квинта Папирия, дата которого точно не установлена (возможно, около 164 года до н. э.), с запретом консекрации дома, земли, алтаря без постановления плебса.
Таким образом, обращение к понтификам за советом относительно посвящения было, по-видимому, желательным, но не обязательным. Публий Клодий Пульхр при консекрации дома Цицерона в 58 году до н. э. этого не сделал, однако, Цицерон, упрекая его, не счёл данное обстоятельство нарушением какого-либо закона. Он лишь указал, что Клодий не обратился в коллегию, испугавшись осуждения со стороны авторитетных людей, предпочтя казаться пренебрегающим их достоинством. И, тем не менее, консекрация состоялась, и Марку Туллию Цицерону с большим трудом удалось снять её после собственной реабилитации. В этом месте речи Цицерона чётко видно, что с понтификами советовались (лат. referre, communicare), а не испрашивали обязательного разрешения, то есть жрецы выполняли свою обычную консультативную функцию. Не исключено, что и в случае с Марком Клавдием Марцеллом дело обстояло так же: обратившись в коллегию, он получил негативный ответ, авторитету (а не обязательной силе) которого вынужден был подчиниться. Показательно, что для античного автора Валерия Максима то обстоятельство, что Марцелл, подчинившись решению понтификов, пошёл ради выполнения обета на дополнительные расходы при постройке второго храма, являлось равнозначным тому, что для этой коллегии авторитет именитейшего мужа (то есть Марцелла) не послужил препятствием для принятия отрицательного решения.
Не могли понтифики сорвать дедикацию и путём отказа участвовать в ней. Формула, по которой магистрат привлекал понтифика к этому обряду, составлена в повелительном наклонении. Марк Туллий Цицерон прямо указывает, что магистрат имел право потребовать присутствия понтификов и даже принудить их к этому. Конечно, понтифик мог ослушаться магистрата как такового, но за спиной последнего стоял гражданский коллектив, чей приказ жрец обязан был выполнить, как в 304 году до н. э., когда единодушная воля народа заставила верховного понтифика, вопреки своему желанию, принять участие в освящении храма Конкордии, которое осуществил ненавистный знати Гней Флавий — всего лишь курульный эдил, что, кстати, противоречило обычаю предков.
Что же касается роли понтификов в самой церемонии, то она была обычной, то есть чисто технической: подсказывать магистрату священные формулы, как и в других случаях. Об этом прямо говорят выражения античных источников: дедикация осуществляется «по подсказке понтифика», «в присутствии понтифика», «с помощью понтифика». Эти формулы ясно указывают на центральную роль магистрата и подчинённую — понтифика. В ряде случаев, правда, встречается фраза «понтифик дедицирует», однако, у Валерия Максима она относится к Горацию Пульвиллу, являвшемуся одновременно консулом-суффектом, а два других употребления этой фразы связаны со смысловым акцентом на понтифике, без упоминания участия магистрата. Таким образом, это выражение не свидетельствует о главенствующей роли жрецов при дедикации. Нет сведений, что понтифики и магистраты произносили разные тексты или что между ними происходил обмен обрядовыми формулами, как при сдаче города.
Помимо подсказывания сакральных выражений, понтифик обязан был держаться за косяк храма. Цель этого вполне ясна — точно указать предмет (в данном случае — здание храма), к которому относятся произносимые слова посвящения. Так же должен был поступать и магистрат в силу центрального положения при дедикации, однако, по источникам достаточно ясно это не прослеживается: сведения Ливия и Плутарха относятся к консулу Марку Горацию Пульвиллу, который, как уже упоминалось, возможно, был одновременно и понтификом.
Многие исследователи придерживаются мнения, что понтифики при освящении храма определяли его устав, где устанавливали границы священной территории, права храма, особенности жертвенного ритуала, характер управления доходами. Однако, лишь относительно определения понтификами сакральных границ святилища имеется ясное свидетельство Варрона. Сохранившиеся надписи посвящения храма в Фурфоне, алтарей в Нарбоне и Салоне демонстрируют уже знакомую нам ситуацию, где главную роль играет светская власть: судебный дуумвир в Салоне, плебс в Нарбоне (возможно, даже в лице каких-то представителей, поскольку имеется лакуна на том месте, где могли стоять их имена), а в Фурфоне — два человека без определения их должности, похоже на распространённый в Риме институт дуумвиров для посвящения храмов. Конечно, это не Рим; более того, Нарбон и Салон находились даже вне Италии, но происходил весь обряд явно по римскому образцу: в частности, устав алтаря Дианы на Авентине послужил основой для уставов указанных алтарей. Именно светская власть определяет здесь статус святилищ. Это ясно следует из надписи в Салоне, где недвусмысленно выражено, что устав алтаря определяет сам магистрат в тех священных выражениях, которые подсказывает ему понтифик. Конечно, устав мог быть разработан в коллегии понтификов, но вводит его в действие всё же светская власть. Кстати, магистраты сами в этих надписях обозначали сакральные границы (как, например, для храма в Фурфоне), что Варрон и приписывает понтификам. Видимо, и в этом случае понтифики лишь подсказывают дедикаторам формулы, ограничивающие священное место. Причём в надписях из Фурфона и Нарбона понтифики вообще не упомянуты, но, поскольку без их участия посвящение было бы невозможно, то следует предположить их присутствие здесь. Таким образом, источники не дают оснований для признания решающего значения коллегии понтификов эпохи Республики в разработке и введении в действие храмовых статутов. Но они могли в дальнейшем храниться у понтификов: по крайней мере, относительно наличия одного правила, касающегося храма Юпитера Феретрия, Фест в качестве доказательства указывает на понтификальные книги.
Что же касается практиковавшегося иногда в Риме посвящения за некоторые преступления виновного и его имущества тому или иному божеству (лат. consecratio capitis et bonorum), то сведения об участии в этом каких-либо жрецов отсутствуют. Известную из периода Поздней Республики консекрацию имущества совершал лишь плебейский трибун, созвав сходку. При консекрации личности человек оказывался посвящённым (лат. sacer) божеству, и любой мог безнаказанно его убить. Приговаривал к такому наказанию за нарушение священных законов народ; понтификов сохранившиеся письменные источники не упоминают. Последние, правда, имели право объявить человека нечестивым (лат. impius), но это уже иная категория: она не влекла за собой возможности смерти, как формула «sacer esto»; оказаться нечестивым можно было из-за незначительных нарушений при проведении обряда и столь же легко очиститься.
Разновидностью обряда консекрации личности является девоция — посвящение полководцем себя или какого-нибудь другого воина-гражданина вместе с врагами подземным богам ради победы своего войска (или иное самопожертвование). Здесь понтифик принимал обязательное участие, но опять лишь со вспомогательной ролью: консультировал, по требованию полководца, посвящающего себя, и во время проведения обряда подсказывал ему священные формулы. Таким образом, и для обрядов консекрации можно констатировать наличие у понтификов только вспомогательных функций.